# Anders Svensson (missionär)
Anders Svensson, född 7 april 1849 i Nävlinge socken, död 4 juni 1928 i Zazega, Eritrea, var en svensk missionär.

## Biografi
Anders Svensson var son till lantbrukaren Sven Bengtsson. Han genomgick 1868–1874 Johannelunds missionsinstitut, prästvigdes 1874 i Lund, och reste 1877 som missionär för Evangeliska fosterlandsstiftelsen till Eritrea, där han blev lärare vid den av Bengt Peter Lundahl 1871 grundade skolan i Massuana, vilken vid denna tid flyttades en halvmil från staden till M'kullo. Efter fruktlösa försök att uppta missionsarbete i Etiopien fortsatte han efter Lundahls död 1885 som skolans ledare arbetet i det till Italien hörande Eritrea. Från 1890 kunde arbetet flyttas längre från kusten i stationerna Asmara och Zazega. På den senare platsen hade Svensson hand om skolan till 1897, då den flyttades till Asmara och ställdes under annan ledning. Det innebar att Svensson kunde fokusera sig på predikoverksamhet och annat stationsarbete. Som missionskonferensens ordförande 1886–1913 reste han inom hela missionsområdet, vigde de infödda prästerna för deras ämbeten, invigde kyrkor och kyrkogårdar samt förde en omfattande korrespondens med Sverige. Bland annat invigde han 1904 den stora kyrkan i Zazega. Från 1914 var stationsföreståndare i Zazega. Mot slutet av hans liv upptogs även missionen i Etiopien